# Arado Ar 195
O Arado Ar 195 foi uma aeronave protótipo alemã cuja missão consistiria em ser um bombardeiro torpedeiro de porta-aviões. Foi desenvolvida e construída pela Arado Flugzeugwerke para o porta-aviões Graf Zeppelin.
Derivado do Ar 95, o design não satisfazia as especificações exigidas pela RLM, o que levou ao cancelamento da aeronave em prol do Fieseler Fi 167, que era considerado superior.